# Кера Тамара
Кера Тамара (на среднобългарски: кeра Ѳамарь, на турски: Tamara Hatun, пълно име: Тамара Мария) от рода Шишман е дъщеря на цар Иван Александър и на царица Теодора. Сестра е на Иван Шишман и на Иван Срацимир. 

## Биография
Кера Тамара първо е омъжена за деспот Константин. Съществува мнение, че това е прочутият деспот на Велбъжд Константин Драгаш, чиято дъщеря Елена Драгаш се омъжва за византийския император Мануил II Палеолог и става майка на последния византийски император Константин XI Палеолог. Това мнение обаче е обект на спорове в съвременната наука. През 1371 г. Кера Тамара вече е вдовица, а се знае, че Константин Драгаш е починал през 1395 г. Следователно по-вероятно е деспот Константин, изобразен в Лондонското евангелие до българската принцеса, да е различна личност, за която не се знае нищо, освен че е бил царски зет и е носил титлата „деспот“.
След смъртта на Константин Кера Тамара е омъжена за турския султан Мурад I. Още през 1371 г., след като цар Иван Александър умира, а българският престол е зает от брата на Кера Тамара, Иван Шишман, в Търново пристига посолство от султан Мурад I, което да уреди отношенията с новия цар. Султанът, на когото очевидно са известни както красотата, така и вдовството на Кера Тамара, я иска за съпруга като залог за мира между двете страни. Цар Иван Шишман успява да отклони искането му и протака това решение близо седем години. По този повод в Българска анонимна хроника от 15 век пише:
| „ | ...И се качи на престола Шишман, синът на Александър. Аморат (Мурат) изпрати до него да му даде своята сестра за него, и той не пожела да даде своята сестра, царица Кера Тамара... | “ |

Чак през 1378 г. при повторното признаване на васалитета си Иван Шишман взема тежкото решение. Кера Тамара е изпратена в харема на султана в тогавашната столица Бурса. Тя обаче запазва християнската си вяра. В Бориловия синодик съдбата ѝ е оценена като саможертва:
| „ | ...На Кера Тамара, дъщеря на великия цар Иван Александър, велика госпожа, обрученица на великия амир Амурат (Мурат), която му бе отдадена заради българския род. А тя, като отиде там, запази православната си вяра, рода си освободи, живя добре и благочестиво и с мир почина, вечна памет... | “ |

Гробът на Кера Тамара в Бурса е запазен и до днес във фамилната гробница на Османовци редом до този на султан Мурад I и посетителите го знаят като мястото на „българската царица Марийче“. Според волята на Кера Тамара гробницата ѝ е оставена непокрита, а върху гроба ѝ се сеел ечемик.

## Памет
На княгиня Тамара е наречена улица в квартал „Васил Левски“ в София (Карта).